# Wolfratshauser Frühstück
Wolfratshauser Frühstück bezeichnet ein Treffen zwischen der damaligen Bundesvorsitzenden der CDU, Angela Merkel, und dem damaligen bayerischen Ministerpräsidenten und CSU-Vorsitzenden Edmund Stoiber, das am Freitag, dem 11. Januar 2002 in Wolfratshausen im Haus Stoibers stattfand. Anlass des Treffens war die anstehende Entscheidung, wer von beiden als Kanzlerkandidat der Unionsparteien für die Bundestagswahl 2002 kandidieren sollte („K-Frage“).

## Hintergrund
Nach der Bundestagswahl 1998 musste die Union nach 16 Regierungsjahren den Gang in die Opposition antreten. Der nun Altbundeskanzler Helmut Kohl kandidierte nach 25 Jahren im Amt nicht wieder für den Parteivorsitz und zog sich aus der ersten Reihe der Politik weitestgehend zurück. Sein Nachfolger wurde im Dezember 1998 Wolfgang Schäuble, der bereits seit 1991 Fraktionsvorsitzender der Union im Bundestag war. Er galt auch als designierter Kanzlerkandidat für die Bundestagswahl 2002, nachdem Kohl ihn schon lange als seinen Wunschnachfolger bezeichnete und er viele Jahre die Rolle eines „Kronprinzen“ hatte. Infolge der CDU-Spendenaffäre trat Schäuble am 16. Februar 2000 jedoch von seinen beiden Spitzenämtern zurück. Neuer Fraktionsvorsitzender wurde Friedrich Merz, er saß seit 1994 im Bundestag und wurde 1998 stellvertretender Fraktionsvorsitzender. Neue Parteivorsitzende wurde Angela Merkel, sie war bis 1998 Bundesumweltministerin und dann bis zu ihrer Wahl als Parteichefin Generalsekretärin der CDU. Beide waren in der Spendenaffäre unbelastet und sollten einen neuen Anfang verkörpern, was von der Parteibasis geschätzt wurde. Besonders Merkel galt damals aber eigentlich nur als Übergangslösung für die Partei.
Ab Anfang 2001 begannen zunehmend Spekulationen über die Kanzlerkandidatur der Union, nach Friedrich Merz und dem bayerischen Ministerpräsidenten und CSU-Chef Edmund Stoiber signalisierte auch Angela Merkel im Sommer 2001 ihr Interesse an einer Kandidatur („Ich habe ganz klare Vorstellungen, wie ich als Bundeskanzlerin in diesem Lande, mit anderen zusammen, vieles besser machen könnte.“)
Viele Ministerpräsidenten, Landesvorsitzende und Mandatsträger der CDU sprachen sich für Stoiber als Kandidaten aus. Auch in den Umfragen lag Stoiber klar vor Merkel. Wahrscheinlich hat Merkel Stoiber die Kandidatur überlassen, um sich selbst nicht zu schaden. Denn bei einer (wahrscheinlichen) Abstimmungsniederlage, etwa bei einer Kampfabstimmung in der Bundestagsfraktion, hätte Merkel große Mühe gehabt, ohne Diskussionen Parteivorsitzende bleiben zu können. Teilweise wurde auch dem „Andenpakt“ nachgesagt, gezielt Merkels Kandidatur verhindert zu haben.

## Ablauf
Am Donnerstag, den 10. Januar 2002, führten Stoiber und Merkel zwei Telefongespräche. Das erste, das von Merkel ausging, hatte offenbar noch nicht die Klärung aller Fragen bewirkt, sodass Stoiber kurze Zeit später ein zweites Telefonat mit ihr führte. Merkels Verzicht auf die Kanzlerkandidatur erfolgte Stoiber zufolge bereits zu diesem Zeitpunkt. Beide waren jedoch der Meinung, dass ein zeitnahes persönliches Treffen zur Besprechung von Details im Vorfeld der anstehenden CDU-Klausur wichtig sei. Berlin und München wurden dabei als mögliche Orte der Zusammenkunft diskutiert, wobei Stoiber schließlich aus Termingründen auf München bestehen musste. Zunächst war entweder die Münchner Staatskanzlei oder das Gebäude der CSU-Landesleitung als Treffpunkt vorgesehen. Um jedoch eine zu große Öffentlichkeit zu vermeiden, schlug der bayerische Ministerpräsident schließlich ein privates Zusammentreffen in seinem Haus in Wolfratshausen vor.
Angela Merkel traf am 11. Januar morgens dort ein, das Frühstück begann gegen 8:00 Uhr. Stoiber erinnerte sich später, dass Merkel in dem Gespräch deutlich gemacht hatte, großes Interesse an der Kanzlerkandidatur gehabt zu haben, aber ihm als „erfolgreiche[m] [...] Ministerpräsidenten auch in ihrer Partei viel zugetraut“ worden sei. Das Frühstück bestand dabei aus „Semmeln, Butter, Marmelade, Honig sowie etwas Käse und Wurst“. Merkel äußerte später augenzwinkernd, sie hätten „dem deutschen Frühstück mit [ihrem] Frühstück in Wolfratshausen wieder zu mehr Achtung und Anerkennung verholfen“.

## Ergebnis
Merkel überließ Stoiber die Kanzlerkandidatur und kündigte an, im Falle des Wahlsieges nicht als Ministerin in ein Kabinett Stoiber wechseln zu wollen, sondern CDU-Parteichefin zu bleiben und zeitgleich den Fraktionsvorsitz im Bundestag zu übernehmen. Diesen hatte Merkel angeblich als „Preis“ dafür gefordert, dass sie Stoiber die Kandidatur überließ.
Bei der Bundestagswahl im Herbst verlor Stoiber dann knapp gegen die rot-grüne Koalition und der bisherige Bundeskanzler Gerhard Schröder wurde im Amt bestätigt. Nach der Wahl übernahm Merkel gegen den Widerstand von Friedrich Merz den Vorsitz der Bundestagsfraktion, das Votum von Stoiber für Merkel, die seine Kandidatur loyal mitgetragen hatte, gab den Ausschlag. Das Verhältnis zwischen Merkel und Merz galt bereits vorher als konfliktbelastete Konkurrenzsituation. Stoiber blieb bayerischer Ministerpräsident. Bei der Bundestagswahl 2005 wurde Merkel schließlich Kanzlerkandidatin, gewann die Wahl, wurde Bundeskanzlerin und als solche auch nach den folgenden drei Bundestagswahlen jeweils im Amt bestätigt.

## Vergleiche zu ähnlichen Situationen

### Bundestagswahl 1980
Die Situation ähnelte der vor der Bundestagswahl 1980, als CDU-Chef Helmut Kohl sich entschied, wegen aus seiner Sicht mangelnder Erfolgschancen nicht erneut als Kanzlerkandidat anzutreten. Die Kanzlerkandidatur überließ er dem CSU-Chef Franz Josef Strauß, nachdem dieser eine Kampfabstimmung in der Bundestagsfraktion gegen Ernst Albrecht gewann. Strauß verlor die Wahl und Kohl wurde 1982 durch das Misstrauensvotum gegen Helmut Schmidt Bundeskanzler.

### Bundestagswahl 2021
Im Vorfeld der Bundestagswahl 2021, bei der Merkel nicht erneut kandidierte, wurde der Machtkampf um die Kanzlerkandidatur zwischen dem CDU-Vorsitzenden und NRW-Ministerpräsidenten Armin Laschet und dem bayerischen Ministerpräsidenten und CSU-Vorsitzenden Markus Söder mit der Situation 2002 verglichen.